# Monocapas de dicalcogenuros de metales de transición

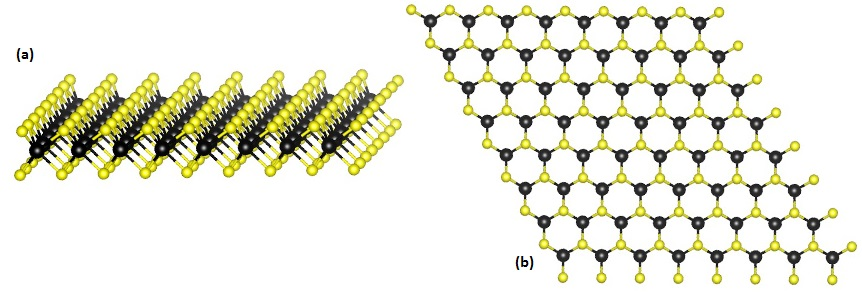
Estructura hexagonal de monocapas de TMDs. Los metales se representan como átomos en negro y los calcogenuros en amarillo. Vista lateral, (a), y superior, (b).

Las monocapas de dicalcogenuros de metales de transición  (TMD) son un tipo de nanomateriales de un grosor de tan solo 3 átomos, es decir, unos pocos Ángstroms, mientras que las otras dos dimensiones varían desde unos pocos cientos de nanómetros hasta superar las micras. Se está estudiando incrementar el tamaño hasta el nivel macroscópico.
Los TMDs se representan mediante la fórmula genérica  MX2, donde M y X son átomos. M es un metal de transición (Mo, W, etc.) y X un calcogenuro (S, Se, o Te). Los átomos M se disponen en un plano. Este plano  está rodeado por otros dos planos de X unidos a través de un enlace covalente a M. Es decir, Los TMDs son materiales que se presentan en dos dimensiones, en 2D, tal y como se representan en la figura Estructura  hexagonal de monocapas de TMDs. La distribución de estos 3 planos (X-M-X)  puede variar, obteniendo en muchos casos, estructuras con celdas unidades tetragonales (T), hexagonales (H) u octaédricas, siendo la primera metálica y las otras dos semiconductoras en la mayoría de los TMDs. De entre todos los TMDs, el MoS2 es el más abundante e investigado, sólo tiene un espesor de 6.5 Å y suele usarse cómo TMDs representativo. 
Estos materiales poseen características muy particulares de interés en nanotecnología y conversión de energía. Por ejemplo, el WTe2 posee   magnetoresistencias gigantes y superconductividad. Suelen ser muy resistentes, estables, poseen una gran movilidad de carga y pueden absorber y emitir (fluorescencia ) y grandes cantidades de luz. Además, en los últimos años se ha estado estudiado el carácter electrón donor-aceptor que estos materiales tienen tras combinarlos con diferentes compuestos orgánicos, provocando una variación controlada de las propiedades intrínsecas de los TMDs
En el mundo real, las monocapas son muy difíciles de obtener y se suele trabajar con oligocapas (1-10 capas). La cantidad media de oligocapas es fácilmente distinguible por varias técnicas. (Espectroscopia de UV-vis, Raman o TEM) Suelen ser materiales insolubles en cualquier disolvente, sobre todo, la fase semiconductora. Para solucionar este problema, se suele añadir agentes tensoactivos en agua o dispersar tras un proceso de sonicación intenso los TMDs en disolventes apropiados, tales como N,N-dimetilformamida (DMF) o N-Methyl-2-pyrrolidone (NMP). En los últimos años, la solubilidad de estos materiales se ha incrementado mucho tras someterlos a un proceso de funcionalización. Algunos compuestos  voluminosos como el terc-Butilo o etilenglicol han demostrado ser tremendamente efectivos, superando concentraciones de 1 mg/ml.
Hace unos años, el grafeno demostró  que los materiales 2D tienen diferentes propiedades en comparación con sus homólogos en 3D. Esto propició el estudio del resto de materiales 2D. Al igual que el grafito, los  TMDs están formados por monocapas unidas entre sí por las fuerzas de  Van der Waals, formando multicapas, de igual modo que un libro está formado por una gran cantidad de hojas. Las monocapas de TMDs tienen propiedades que son claramente diferentes de las del grafeno semimetal, obteniendo propiedades que van desde cráter metálico a semiconductor:
- Las monocapas H de MoS2, WS2, MoSe2, WSe2, MoTe2 tienen una bandgap directa, mientras que las multicapas sólo poseen una bandgap indirecta. Las monocapas poseen un alto rendimiento cuántico, emitiendo gran cantidad de luz. Se está investigando su uso en nanotecnología como  transistores, LEDs y en detectores.[7][8][9][10]
- Las monocapas (o un número impar de oligocapas) de los TMDs, no tienen eje de inversión, generando un nuevo grado de libertad, concretamente el k-índice de valle, siendo de importancia en física, en el capo nombrado cómo valletrónicos[11][12][13][14]
- El fuerte enlace espín-órbita en  monocapas de TMD (por ejemplo,  WS2 ) tiene la ventaja de separar espines en centenares de meV en la banda de valencia y unos cuantos meV en la banda de conducción.[15][16]
- El enlace espín-órbita  de MoS2 promete ser un material útil para aplicaciónes espintrónicas.[17]
- Curiosamente, el bandgap de los TMDs se encuentra en el espectro visible (300-600 nm) absorbiendo una gran cantidad de luz en regiones cercanas al bandgap directo e indirecto. Esto permite a los TMDs absorber una gran cantidad de energía.

Los TMDs aspiran a ser tan notorios como el grafeno tras el descubrimiento de su bandgap directa, sus gran densidad de carga y sus propiedades valletrónicas. En ocasiones se suele combinar un tipo de TMDs (eg.  MoS2) con otro  (eg. WS2) u otros materiales 2D como el grafeno o nitruro de boro para hacer heteroestructuras a través de fuerzas de van der Waals. Estas heteroestructuras necesitan ser optimizadas para el desarrollo de transistores, células solares, LEDs, fotodetectores, células de combustible de calidad. Algunos de estos dispositivos se utilizan en nuestra vida diaria y utilizar monocapas de TMDs puede dar lugar a la fabricación de dispositivos más pequeños, más baratos y más eficaces. Otras de sus propiedades todavía están siendo desarrolladas y prometen tener un impacto enorme en la tecnología.

## Estructura cristalina

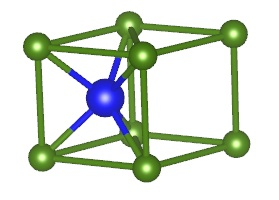
Célula primitiva de WSe2.

Los TMDs pueden tener celdas unitarias tetragonales (T), hexagonales (H) y romboédrales (R). En multicapas de MoS2 y WS2 la estructura natural es hexagonal o romboédral.  La tetragonal u octaédrica es menos estable y se puede obtener tras un proceso químico. La estructura tetragonal es metálica y suele tener defectos en la distribución de sus átomos, a parte de otros defectos como vacancias de  calcogenos.
En la estructura cristalina normal de los TMDs , la estructura de cristal tiene un eje de inversión. En el caso de un mono capas (o cualquier número impar de capas), el cristal no tiene tal eje de inversión. Esto produce:
- Fenómenos ópticos no lineales como la generación de un segundo armónico. Cuándo el cristal se excita por un láser, la frecuencia se puede duplicar.[22][23][24][25]
- Una estructura de banda electrónica con band gaps directos, donde las capas de valencia y de conducción y se localizan a distancias no equivalentes de puntos K (K+ y K-)  en la zona de  Brillouin. Por consiguiente, Los TMDs tienen un elevado rendimiento cuántico.[14]

Estas propiedades indican que las monocapas de los TMD  representan una plataforma prometedora para explorar los espines, la física de los valles y modular sus band gaps.

## Propiedades

### Propiedades de transporte

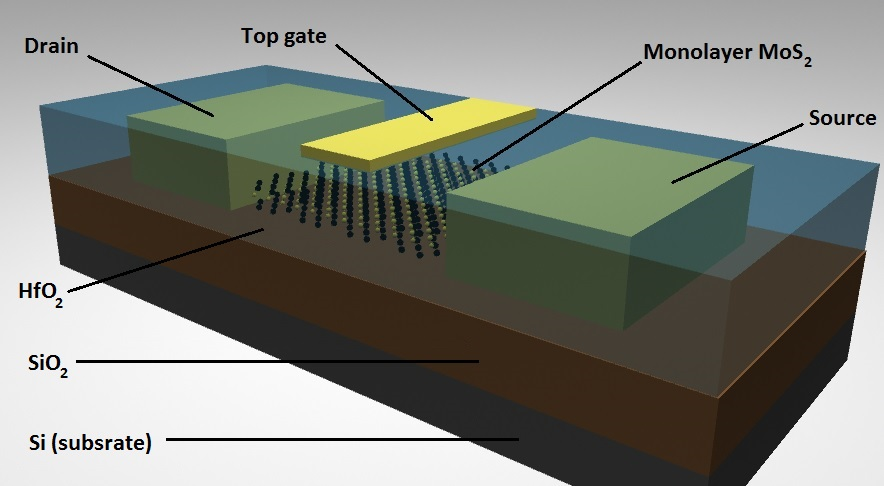
Esquema representativo de la sección de un transistor de efecto de campo basado en una monocapa de MoS_{2}

A escala nanométrica, los materiales ya no tienen el mismo comportamiento. Por ejemplo, el grafeno tiene una elevada movilidad carga, siendo uno de los materiales más impresionantes, superando por miles de veces a los monocristales de silicio. Pero el grafeno tiene un bandgap cero, el cual resulta en una diferencia nula del ratio encendido/apagado (Es decir, cuando se compara la diferencia de potencial antes y después de sobrepasar el band gap) siendo de vital interés la presencia de un gran cambio, alrededor de 106 veces de diferencia, para construir transistores más pequeños. Los TMDs pueden proporcionar este cambio, además poseen una movilidad de carga buena, (100 veces menor a la del grafeno, •200 cm²V-1·s-1 pero del mismo orden que las monocapas de silicio) y  aparte poseen una gran estabilidad a temperatura ambiente en atmósfera nitrogenada. Estas propiedades se están mejorando a través de la funcionalización de los materiales. Es decir,  combinando los TMDs con otro materiales, como las nanopartículas o compuestos orgánica.
En 2011, se hizo el primer campo-transistor de efecto (FET), utilizando monocapas de MoS2 y mostrando un ratio encendido/apagado que superó el 108.

### Propiedades ópticas

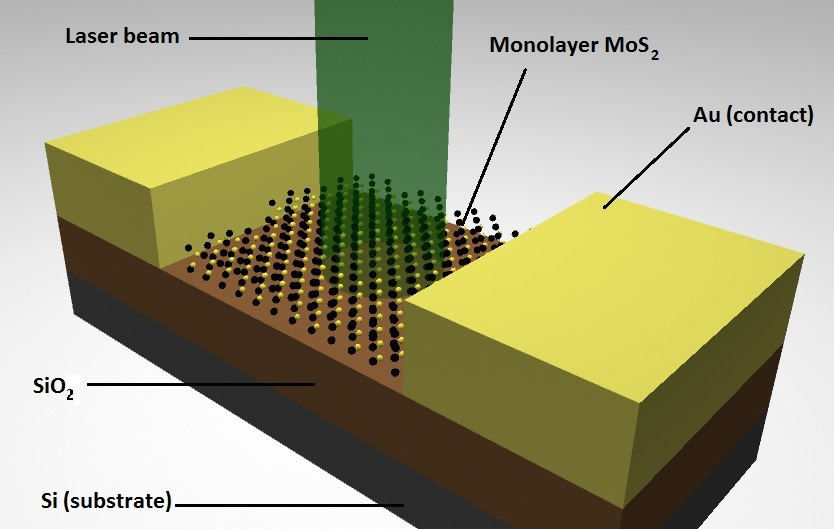
Esquema representativo de la sección de un nano fotodetector basado en una monocapa de MoS2

|       | Un (eV) | Un (nm) | B (eV) | B (nm) |
| MoS2  | 1.78    | 695     | 1.96   | 632    |
| MoSe2 | 1.50    | 825     | 1.75   | 708    |
| MoTe2 |         |         |        |        |
| WS2   | 1.84    | 673     | 2.28   | 544    |
| WSe2  | 1.52    | 815     | 2.00   | 619    |

Un semiconductor puede absorber los fotones con energías iguales a su bandgap. Esto significa que, en condiciones normales, aquella luz con una longitud de onda (nm)  cercana al band gap se puede absorber. Los semiconductores son típicamente eficaces emisores de luz siempre y cuando el mínimo de la energía de banda de conducción se encuentre en la misma posición k-espacial que el máximo de la banda de valencia. Por ejemplo, el WS2 sólo posee un band gap directo en monocapas, siendo indirecto incluso en bicapas. El número de capas es relevante en las propiedades de emisión de estos materiales. De manera general, la eficacia de emisión es aproximadamente 104 más grande para monocapas que para multi-capas (e incluso oligo-capas) de TMDs. Los band gaps de las monocapas de TMDs se encuentra en la gama visible (entre 400 nm y 700 nm). La emisión directa muestra dos transiciones principales. A y B, separados por la energía del acoplamiento de espín orbita. La diferencia de energía más baja y por tanto más importante es la intensidad de emisión de A. A causa del band gap  directo, las monocapas de  TMDs prometen tener interesantes aplicaciones en optoelectrónica e incluso en conversión de energía.

### Propiedades mecánicas
Una de las propiedades más interesantes de los TMDs como MoS2, WS2, y WSe2  es su flexibilidad, sobre todo, en comparación con su homólogo tridimensional. Debido a las reducidas dimensiones de estos materiales, calcular sus propiedades físicas es muy difícil y se tiene que pensar de una manera diferente. Para calcular el módulo de Young es necesario utilizar  un microscopio de fuerza atómica (AFM), en el cual se puede doblar las capas de los TMDs. Por ejemplo, para las monocapas de MoS2 se ha encontrado un módulo de Young de 270 GPa. Siendo el más grande entre 5 y 25 capas con 330 GPa. En otros materiales como WS2 y WSe2 el módulo de Young para oligocapas es de 167 GPa con una tensión máxima de 7 %. Aunque se tiene que tener en cuenta que la cantidad de defectos del material, y su método de obtención son muy relevantes para la obtención de sus propiedades. Por ejemplo, WS2 obtenido por CVD  sube hasta  226 GPa, cuando se compara con su valor anteriormente mencionado obtenido tras un proceso de exfoliación.
También se ha encontrado que el band gap, (directo e indirecto), varía linealmente con la aplicación de una fuerza.

## Obtención de monocapas de TMDs
Obtención de la fase metálica
Concretamente, el MoS2 se obtuvo por primera vez a mediados de los años 80 por os científicos Frindt, Roy y Morrison. El método tradicional consisten en introducir polvo de molibdenita en una disolución concentrada de N-butil Litio y sonicar en un baño de agua con ultrasonidos durante varias horas en atmósfera inerte22
Durante este proceso, electrones procedentes del litio se introducen entre las diferentes capas del material. Esto aumenta las cargas negativos entre las capas que, normalmente se mantienen unidas por fuerzas de van deer waals.
Esta transferencia de electrones produce una gran cantidad de defectos en las capas de TMDs y cambia la fase de H a una mezcla de H, T y T'.23 La gran relación área/Volumen, la alta concentración de defectos de azufre y el bajo nivel de toxicidad hacen de este material un buen catalizador para la generación de hidrógeno.24
Obtención de la fase semiconductora
Una de las grandes diferencias que tienen los TMDs con respecto al grafeno es su carácter semiconductor, que es ampliamente deseado en nanotecnología.
Existen muchas maneras de obtener la fase semiconductora. Entre ellas destaca principalmente el método deposición química de vapor (CVD) 25  y la exfoliación en fase líquida.
La producción de TMDs a través del método CVD consiste en añadir unos reactivos (e.g. MoO3 y azufre) a altas temperaturas. Este proceso tiene como característica principal, su gran calidad y grandes áreas (varias micras de diámetro normalmente). También pierde su carácter anisotrópico debido a la aparición de límites de dominio si no se utiliza un substrato apropiado26
Otro método, más sencillo, sin la necesidad de un reactor, y de fácil producción en el laboratorio es la exfoliación líquida con ultrasonidos. NMP o-DCB o DMF cómo bien demostró el grupo de Coleman en 2015.27
De hecho, se demostró que el proceso de exfoliación dependía de la tensión superficial del disolvente. Ese mismo año, Tagmatarchis propuso la exfoliación en superácidos obteniendo mayor calidad del material.28
En este último proceso, los protones del superácido protonan, pero no oxidan, los azufres sobre las capas de los TMDs generando una gran cantidad de cargas positivas entre las diferentes capas aislando monocapas y oligocapas.28
Otro método consiste en el crecimiento epitaxiál a través de un haz de moléculas (MBE). Es una técnica establecida para hacer proliferar dispositivos de semiconductor atómicos. El material obtenido por este proceso ha demostrado tener una alta calidad aunque es caro. Se han creado monocapas de  TMDs tales como  MoSe2 crecidas sobre el grafeno.

## Funcionalización de monocapas de TMDs
Desde 2013 se ha estado estudiado en profundidad las formas de aumentar las propiedades de los TMDs. Aumentar su capacidad para intercambiar electrones, estabilidad, reducción del número de defectos, como soporte de compuestos biológicos para su estudio en medicina, solubilidad o la realización de híbridos para conversión de energía útiles en energía solar, son los principales motivos de esta área de investigación.
Comúnmente se han empleado tioles primarios para añadir los sulfuros en los defectos de azufre con el fin de aumentar la solubilidad, acercarse a las propiedades teóricas del conductividad y aumentar/reducir su carácter electrón-donor, electrón-acceptor. Otras funcionalizaciones, como adición de sales de diazonio o halogenuros destruyen la superficie de los TMDs para llevar a cabo la funcionalización. La parte positiva de estas últimas reacciones es que son capaces de cambiar la fase de metálica a semiconductora.
En 2017 se llevó a cabo la funcionalización  de la fase semiconductora de los TMDs  a través de la adición de 1,2-ditiolanos. Este método de funcionalización está pensada para materiales exfoliados y, al igual que la adición de tioles utiliza las vacancias de azufre para llevar a cabo la reacción con los azufres del 1,2-ditiolano. Para que la reacción tenga lugar, es necesario que los dos azufres interaccionen con vacancias de azufre, ya sean con el mismo metal de transición o con el adyacente, en ambos casos se forma un fuerte efecto quelante con un enlace medianamente fuerte. Esta reacción, pues, sólo puede llevarse  a cabo en los lugares donde el MoS2 tiene una gran cantidad de defectos, es decir, en los bordes, preservando todos las propiedades deseadas de los TMDs.  Actualmente, el 1,2-ditiolano más utilizado es el ácido lipoico, el cual puede reaccionar con una gran cantidad de compuestos a través de reacciones de química orgánica. Esto permite combinar los TMDs con una gran cantidad de compuestos orgánicos a través de enlaces covalente y no covalente. Actualmente se ha estudiado las propiedades de los TMDs al combinarlos con pirenos, ftalocianinas, puntos cuánticos porfirinas y polímeros. De estos nuevos híbridos se extrajo la información de que TMDs muy parecidos como el MoS2 y WS2 pueden actuar de manera diferente. Ambos compuestos pueden absorber energía cuando se combinan con los cualquier híbrido, pero el MoS2 tiene mayor carácter electrón aceptor. Además el MoS2 puede actuar como electrón aceptor tras combinarlo con puntos cuánticos y cómo electrón donante cuando se combina con ftalocianinas. Tras su combinación con politiofeno diseñado para una buena disolución en agua, aparte, se consiguió aumentár la transformación de luz en electricidad. Lo que acerca aún más sus aplicaciones reales en conversión de energía.